# Stanley Morison

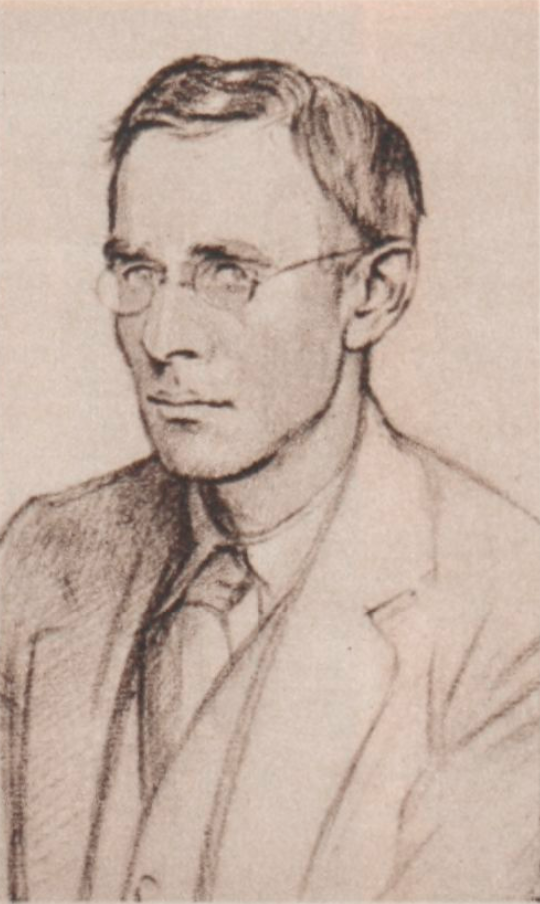
Stanley Morison

Stanley Arthur Morison (Wanstead, 6 mei 1889 – Londen, 11 oktober 1967) was een Engelse typograaf, letterontwerper, grafisch ontwerper en drukwerkhistoricus. Hij was oprichter van de Fleuron Society en medeverantwoordelijk voor de ontwikkeling van de invloedrijkste letter van de twintigste eeuw, de Times New Roman.

## Biografie
Morison werd geboren in Wanstead in Essex, Engeland. Hij verliet school nadat zijn vader het gezin verliet, en door Stanley's zelflerend vermogen werd hij in 1913 aangenomen als assistent redacteur bij de uitgeverij van Imprint Magazine. Door beschuldiging als principieel dienstweigeraar werd hij gevangengezet tijdens de Eerste Wereldoorlog.
Daarna werd hij in 1918 leidinggevend grafisch vormgever bij de Pelican Press.
In 1922 stichtte hij de Fleuron Society toegewijd aan typografische zaken (een fleuron is een typografische term voor een bloemversiering of ornament).
Hij redigeerde het gelijknamige tijdschrift van de vereniging van 1925 tot 1930. De kwaliteit van de vormgeving en druk van de publicaties wordt als uitzonderlijk beschouwd.
Van 1923 tot 1925 was hij auteur en editor bij grafisch vakblad Pennrose Annual.

## Werk als typograaf
In de periode van 1923 tot 1967 was Morison typografisch consultant bij Monotype Corporation.
Zijn werk in de twintiger en dertiger jaren voor Monotype hield onder meer in: het onderzoeken en aanpassen van historische lettertypen, waaronder de herzieningen van Baskerville en Bembo.
Hij was mede verantwoordelijk voor de enorme uitbreiding van de collectie lettertypen van het bedrijf en zijn arbeid had grote invloed na op de typografie, die tot op de dag van vandaag voortduurt. Er moet echter worden opgemerkt, dat de beschrijving die Stanley Morison zelf geeft in zijn boek A Tally of Types van de gang van zaken rond het "programma" van revivals niet "geheel" de werkelijkheid weergeeft, en zeker niet in alle opzichten een historisch juist account geeft van zijn persoonlijke inbreng.
Morison was ook typografisch consultant voor The Times gedurende de periode van 1929 tot 1960. In 1931 bekritiseerde hij zelfs de krant publiekelijk om de slecht leesbare letter legability in de krant, waarop de krant Morison opdracht gaf om een makkelijk leesbaar lettertype te ontwerpen. Times New Roman was het resultaat, ontworpen samen met Victor Lardent. Het werd eerst gebruikt in de krant in 1932 en door Monotype uitgebracht in 1933.
Morison redigeerde de History of the Times van 1935 tot 1952 en was de redacteur voor de Times Literary Supplement van 1945 tot 1948. Hij was ook lid van de redactie van de Encyclopaedia Britannica van 1961 tot aan zijn dood in 1967.
Veel inspiratie voor 'nieuwe' letter bij Monotype was afkomstig van oude historische letterproeven, bij het begin van de tweede wereldoorlog was het niet langer mogelijk bibliotheken op het europeesche vasteland te bezoeken. Al in 1937 was men bang dat al dit typografisch materiaal onvindbaar zou kunnen worden of verloren kunnen gaan door de oorlogshandelingen. Daarom werd onder leiding van Alfred F. Johnson een lijst opgesteld van historische letterproeven, de auteurs ervan en waar deze te vinden waren: "A list of type specimens". In de lijst werden alle bekende letterproeven opgenomen gepubliceerd voor 1800.
Andere lettertypen ontworpen door Morison voor Monotype Corporation zijn onder andere: Blado (series 119) (1923) en Bembo (1929).

## Publicaties (selectie)
- On Type Faces, Examples of the use of type for the printing of books: with an introductory essay & notes by Stanley Morison, The Medici Society of Seven, Grafton St, London, & The Fleuron, Westminster, 1923
- Four centuries of Fine Printing; Two Hundred and Seventy-two Examples of the Work of Presses Established Between 1465 and 1924, Londen, 1924
- artikel Towards An Ideal Type in The Fleuron Number 2 pag. 57-75, London: St. Stephen's House, 1924
- artikel Towards An Ideal Italic in The Fleuron Number 5 pag. 93-129, Cambridge: The University Press, 1926[2]
- Type Designs of the Past and Present, 1926
- The Alphabet of Damianus Moyllus, Londen, 1927
- The Calligraphy of Ludovico degli Arrigahi, Parijs, 1929
- The English Newspaper, 1622-1932, Cambridge, 1932
- artikel The Story of Gill Sans in The Monotype Recorder Volume 34 Number 4 pag. i-viii, London: The Monotype Corporation Limited, Winter 1935-36
- Printing The Times, Printing House Square, 1932
- The History of the Times, 5 delen, Londen, gedrukt en uitgegeven door The Times
- First Principles of Typography, Cambridge, 1936, ISBN 0-521-05768-X
- A list of Type Specimens, London, Typographical Society, reprint 1942, met: Harry Carter, Ellic Howe, Alfred F. Johnson, Graham Pollard
- The Fell Types, Oxford, at the University Press, 1950
- A Tally of Types, Cambridge, 1953, ISBN 1-567-92004-7
- Printing The Times since 1785, Londen, gedrukt en uitgegeven door The Times, 1953
- Typographic Design in Relation to Photographic Composition, San Francisco, 1959
- On Type Designs Past and Present: A Brief Introduction, 1962
- Calligraphy 1535-1885: A collection of seventy-two writing-books and specimens from the Italian, French, Low Countries and Spanish schools, 1962
- The Typographic Book, 1450-1935: A Study of Fine Typography Through Five Centuries, Chicago, 1963
- Letter Forms: Typographic and Scriptorial: Two Essays on Their Classification, History and Bibliography, Nattali & Maurice, 1968
- Politics and Script: Aspects of Authority and Freedom in the Development of Graeco-Latin Script from Sixth Century B.C. to Twentieth Century A.D. (Lyell Lectures), 1972